# Schloss Schorn

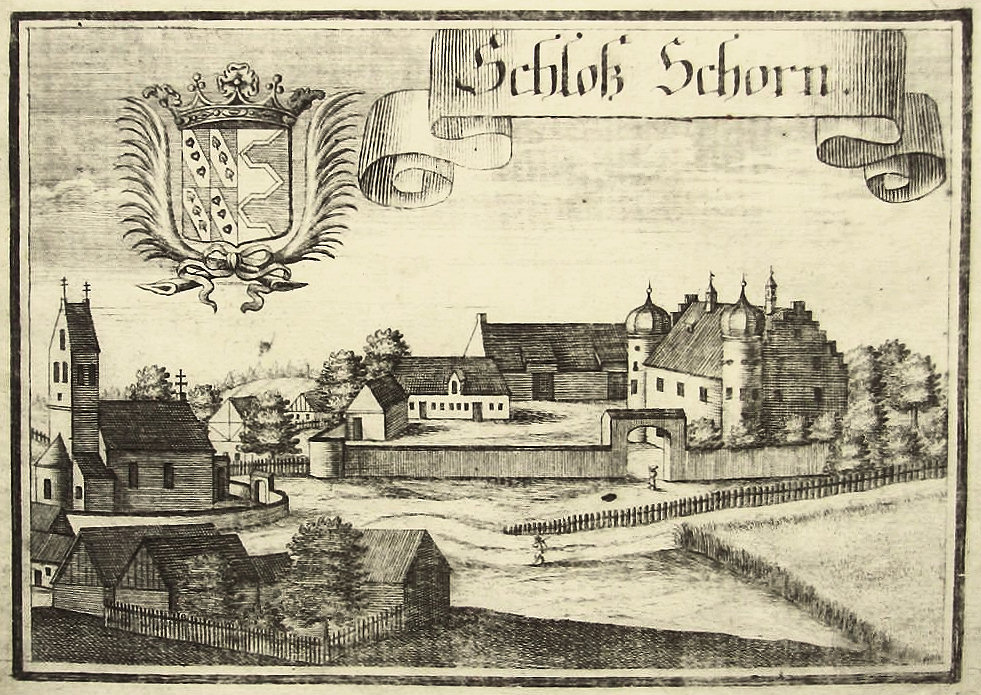
Schloss Schorn auf einem Kupferstich Michael Wenings

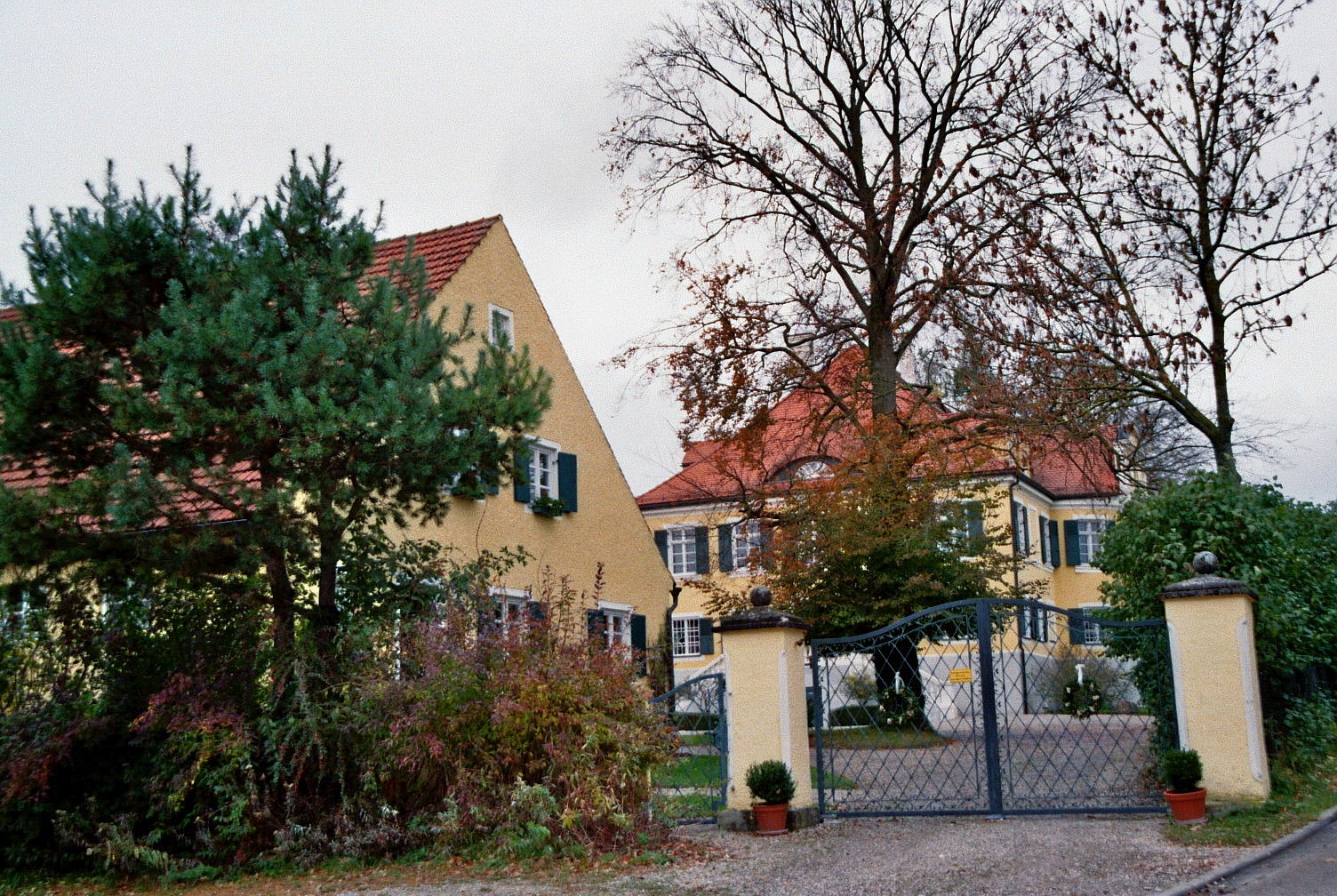

Das Schloss Schorn liegt am Rand des Donaumooses im Pöttmeser Ortsteil Schorn, Landkreis Aichach-Friedberg, Bayern. Als Hofmarkschloss war es Herrensitz der Hofmark Schorn. 
Das Schloss mit Walmdachbau, Freitreppe und Terrasse wurde Ende des 18. Jahrhunderts anstelle eines abgebrannten Schlosses aus dem 17. Jahrhundert von Ignaz Franz von Gumppenberg erbaut. 1888 wurde es durch den Besitzer Karl von Herman	verändert. Es befindet sich bis heute im Besitz der Freiherren von Herman.
Das Schloss ist regelmäßig Schauplatz kultureller Veranstaltungen (Reiten, klassische Musik).